# Naoum Landkof
Naoum Samoilovitch Landkof (russe : Наум Самойлович Ландкоф, ukrainien : Наум Самійлович Ландкоф (Naum Samijlowytsch Landkof) né le 20 janvier 1915 à Kharkiv; mort en 2004 en Israel) est un mathématicien ukrainien, qui a travaillé dans les domaines de la théorie du potentiel, l'analyse complexe et l'analyse harmonique.
Landkof obtient en 1940 son doctorat sous la direction de Mikhaïl Lavrentiev à l'Université nationale Taras-Chevtchenko de Kiev avec une thèse intitulée Some properties of irregular points of the generalized Dirichlet problem (Quelques propriétés des points irréguliers du problème de Dirichlet généralisé (russe). En 1967, il a reçu son habilitation (doctorat soviétique) et en 1968 il était professeur. Il a ensuite enseigné les mathématiques aux ingénieurs militaires de l'Académie de défense aérienne de Kharkiv et a été professeur à l'Université de Rostov-sur-le-Don. Il a ensuite déménagé à Beer-Sheva.
Parmi ses doctorants figurent Alexandre Eremenko et Vladimir Marchenko (en).

## Publications
- Foundations of Modern Potential Theory, Grundlehren der mathematischen Wissenschaften 180, Springer 1972 (original russe Moscou 1966)